# Versegères
Versegères ist eine Ortschaft in der politischen Gemeinde Val de Bagnes im Schweizer Kanton Wallis. 

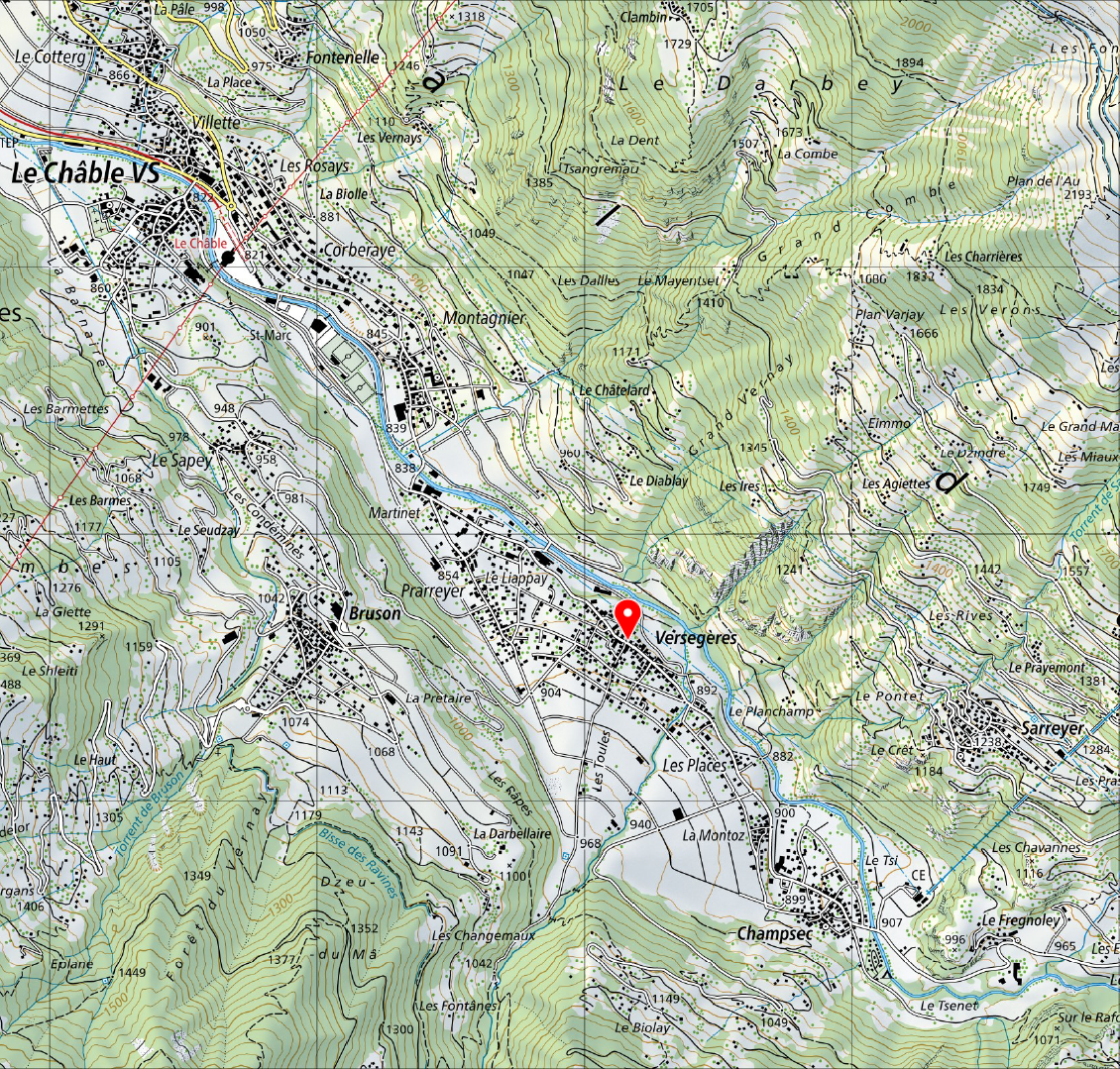
Versegères im Val de Bagnes zwischen Le Châble und Champsec

Versegères liegt im Val de Bagnes auf der linken Seite der Dranse de Bagnes auf einer Höhe von rund 900 Meter über Meer zwischen Le Châble und Champsec. Versegères war bis 2020 Teil der ehemaligen politischen Gemeinde Bagnes.
Eine vom Bahnhof Le Châble ausgehende Buslinie der Transports de Martigny et Régions (TMR) erschliesst Versegères im öffentlichen Verkehr.

## Kapelle Saint-Pierre-aux-Liens
Die 1684 erbaute Petri-Ketten-Kapelle war zunächst dem heiligen Petrus geweiht. Erst später kam das Gotteshaus unter das Patrozinium des Saint-Pierre-aux-Liens. Beim Besuch im Jahr 1786 stellte der Bischof von Sitten fest, dass die Kapelle ohne Reliquien war und ordnete die Anschaffung eines neuen Altars an. Die Kapelle wurde um 1915 mit Spenden einer Familie renoviert.
Die heutige Kapelle Saint-Pierre-aux-Liens wurde 1969 unter der Leitung des Architekten Cyrille Gard erbaut.

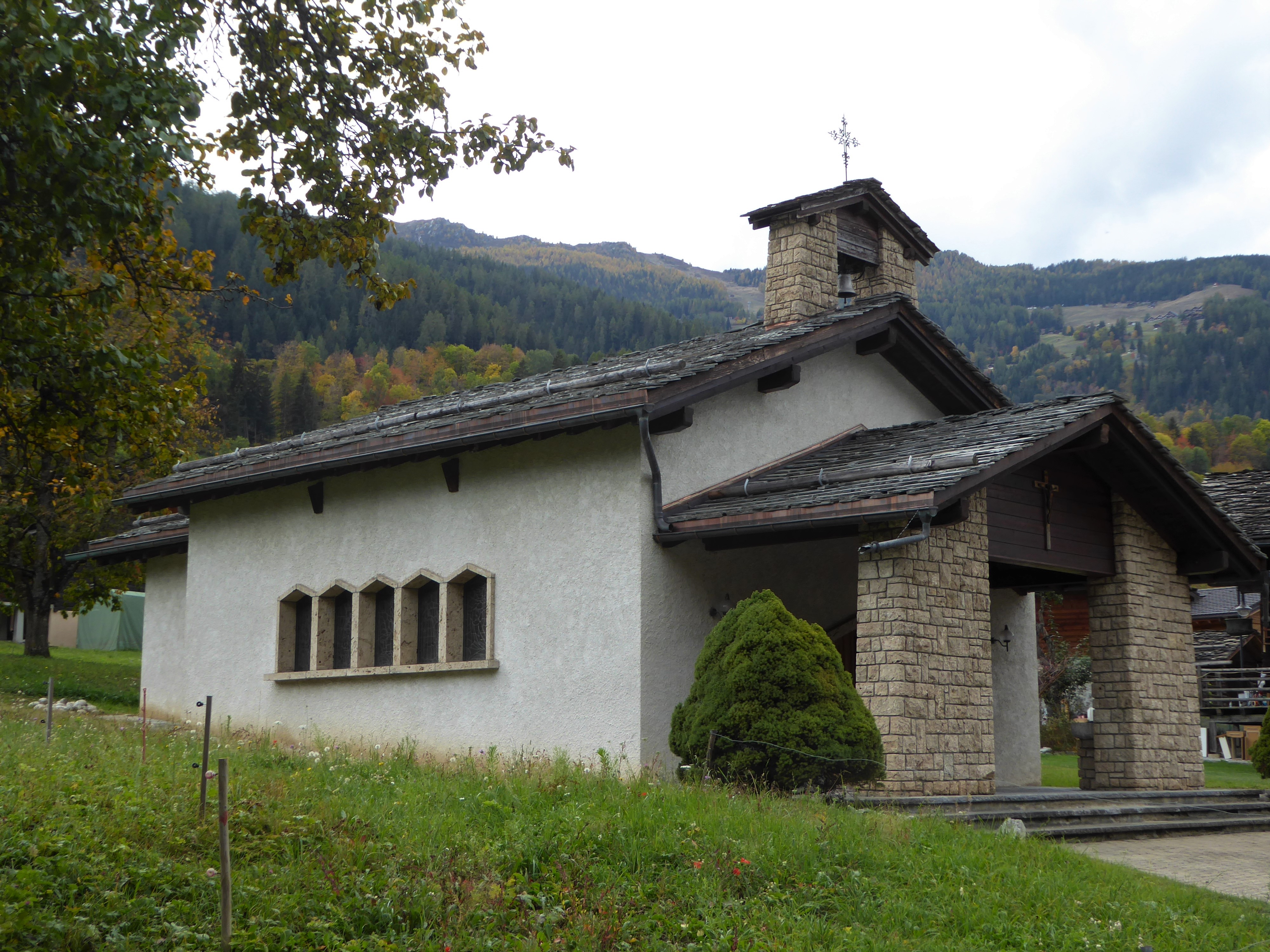
Kapelle Saint-Pierre-aux-Liens
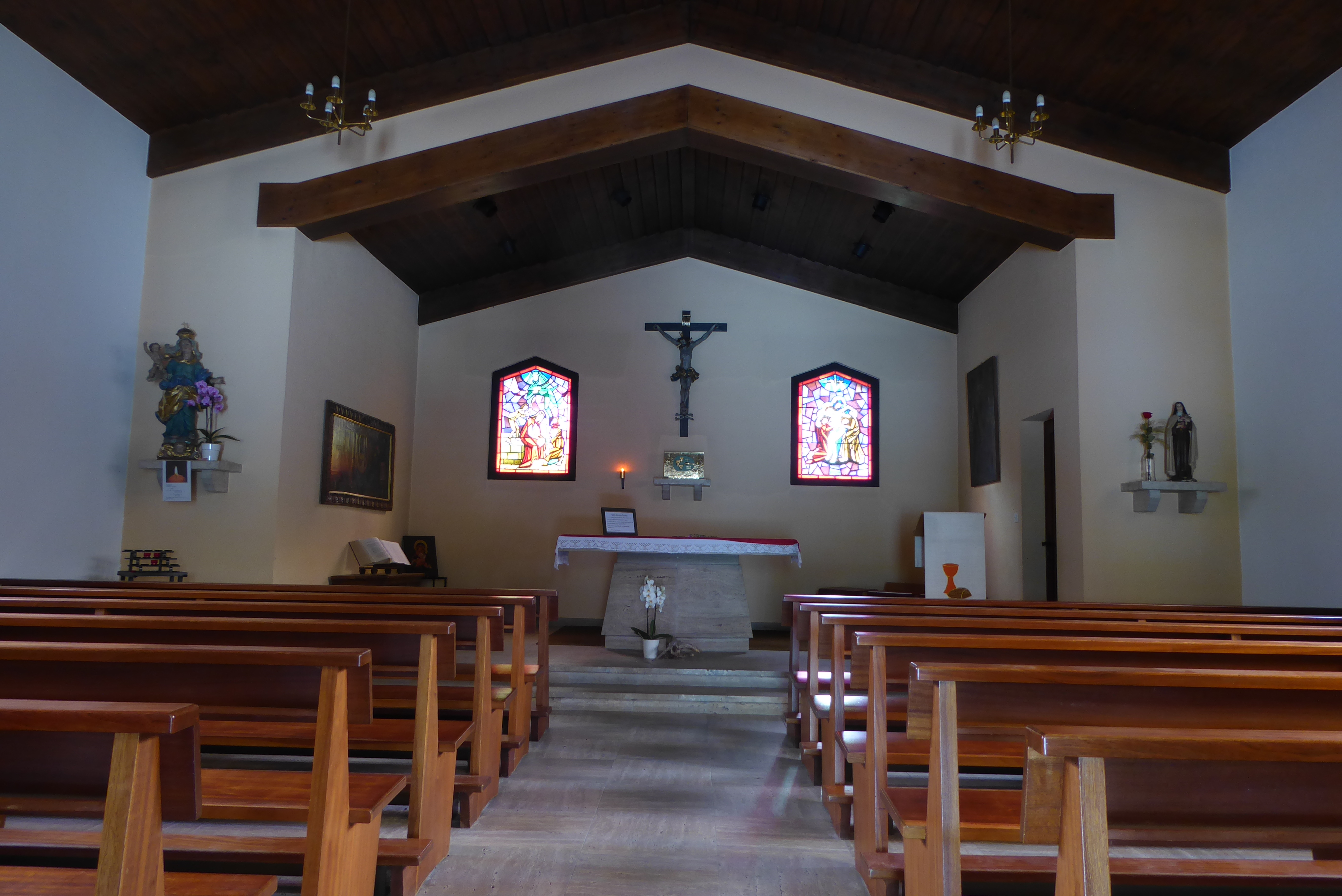
Kirchenschiff und Chor
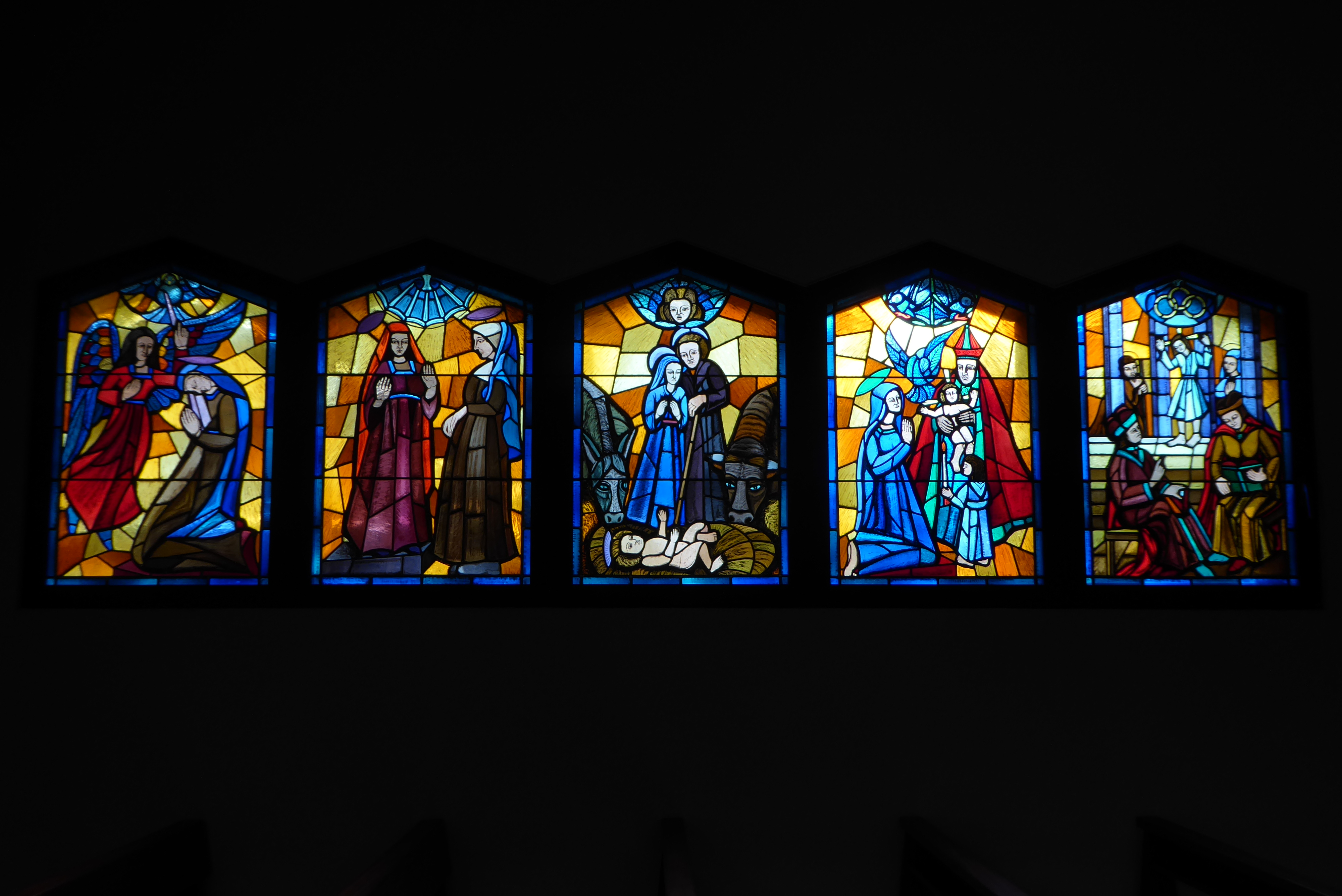
Buntglasfenster an einer Seitenwand

## Persönlichkeiten
Aus Versegères stammen:
- der Augustiner-Chorherr im Kloster St. Moritz Maurice Eugène Gard (1824–1890)[5]
- der Skirennfahrer Roland Collombin (* 1951).[1] Nachdem er seine Sportkarriere 1975 wegen eines Unfalls beenden musste, führte er in Versegères ein Bistro.